# Hate-Edge
Il nome Hate Edge identifica una sottocultura derivata dallo Straight Edge, e che si distingue da questa per un esplicito ed ostentato culto della violenza e un più marcato senso di appartenenza a questo stile di vita. L'Hate Edge viene chiamato anche Straight Edge Hard Line ed è un veicolo perfetto per sterzare in svariate forme di fondamentalismo: esistono infatti gruppi Hate Edge nati e prosperati negli anni '90 dal filone Punk Hardcore come Vegan Reich, Statement, Earth Crisis e Chokehold che manifestano in maniera accesa un'inclinazione anarchica e libertaria a supporto di tematiche come il Veganesimo, la liberazione animale, l'astensione da ogni tipo di sostanza come alcoolici, tabacco, in molti casi la caffeina, droghe sintetiche e medicine moderne, la lotta per i diritti dell'uomo contro ogni forma di potere costituito, contro l'aborto, il sesso pre-matrimoniale, l'omosessualtà e per una pesante sensibilizzazione in termini politico-sociali ma più in generale per la stretta osservanza di rigidi schemi nei confronti del vivere secondo natura prendendo molti spunti da teorie sull'Anarchismo, l'Islam e il Rastafarianesimo mescolandole poi alla severa attitudine dello Straight Edge.
Dall'altra parte invece, grazie allo sviluppo in Europa del circuito Hatecore si è assistito negli ultimi anni alla rapida espansione del movimento NS Straight Edge che si fa promotore di una militanza attiva e talvolta violenta concorde a una visione politica che si rifà in molti temi al Nazionalsocialismo. Questo tipo di Hate Edge, o Terror Edge, promulga la classica lotta all'uso di sostanze stupefacenti, l'alcool e il tabacco per uno stile di vita sano, pulito, dedito molto spesso agli sport da combattimento e al culto del fisico, all'attività politica e sociale e per una mente lucida e sgombra dai vizi al fine di portare la militanza nazionalsocialista ad un livello e ad una coscienza superiore; in paesi dell'Est-Europa come la Russia, dove il movimento ha affondato solide radici, gruppi NS Hardline organizzano azioni fisiche nei quartieri cittadini contro gli spacciatori, umiliandoli pubblicamente e confiscando loro le sostanze per distruggerle. Si sprecano poi iniziative ed esibizioni sportive di discipline come le Arti Marziali Miste ( MMA ) o Kick Boxing per diffondere l'idea della perfetta forma fisica e mentale del soldato politico attraverso la dedizione e la costanza. 
Spesso ma non necessariamente si può assistere a derive animaliste nel movimento Ns Hate Edge anch'esso a supporto del Veganesimo e della lotta per i diritti degli animali ( Animal Liberation Front ).
I gruppi musicali più significativi sono i moscoviti You Must Murder, i tedeschi Daily Broken Dream, gli statunitensi Total War, i serbi xTerror Wavex e gli ungheresi Fehèr Torvèny. Tutti questi gruppi si rifanno al genere musicale Punk Hardcore.
Esistono inoltre gruppi Hate Edge dalle posizioni politiche meno accentuate se non addirittura inesistenti e più portate al tradizionale stile di vita Straight Edge vissuto e difeso in maniera oltranzista. Band come gli americani xTyrantx, One Life Crew, Battleground o xRepresentx sono un chiaro esempio di Straight Edge votato alla militanza sobria e altamente ostile contro chi fa uso di droghe che affonda le radici in una coscienza più personale e meno votata a cause sociali e politiche.